# Tchoukball ai Giochi mondiali
Il tchoukball è stato sport dimostrativo ai Giochi mondiali di Kaohsiung 2009.

## Titoli

### Maschile
| Edizione       | Oro    | Argento  | Bronzo    |
| -------------- | ------ | -------- | --------- |
| Kaohsiung 2009 | Taiwan | Svizzera | Singapore |

### Femminile
| Edizione       | Oro    | Argento  | Bronzo |
| -------------- | ------ | -------- | ------ |
| Kaohsiung 2009 | Taiwan | Svizzera | Canada |